# METALIZATION
『METALIZATION』（メタライゼーション）は、X.Y.Z.→Aの2枚目のアルバム。2000年11月2日にリリースされた。

## 解説
X.Y.Z.→Aのセカンドアルバム。エンジニア・プロデューサーとして、ウエイン・デイヴィスが参加した。シングル曲「LABYRINTH」「A MILLION CARATS」が収録されている。
2001年6月6日にVo.を英詞で撮り直し、一部アレンジを加えたアルバムである「METALIZATION - English Version-」が発売されている。

## 収録曲
1. REASONS
作曲：橘高文彦
2. LABYRINTH
作詞 / 作曲：ファンキー末吉
3. 69
作詞：二井原実 / 作曲：橘高文彦
4. VIOLENCE
作詞：二井原実 / 作曲：橘高文彦
5. I PROMISE YOU
作詞：二井原実 / 作曲：橘高文彦
6. NEVER SAY DIE
作詞：二井原実 / 作曲：二井原実、橘高文彦
7. MARIA
作詞：二井原実 / 作曲：橘高文彦
8. A MILLION CARATS
作詞：二井原実 / 作曲：ファンキー末吉
9. GYPSY POWER
作詞：二井原実 / 作曲：和佐田達彦
10. FAITH
作詞 / 作曲：二井原実
11. BREAKIN’DOWN A WALL
作詞 / 作曲：二井原実
12. LOVE SONG
作詞 / 作曲：二井原実

### English Version
1. REASONS
2. LABYRINTH
3. 69
4. VIOLENCE
5. I PROMISE YOU
6. NEVER SAY DIE
7. MARIA
8. A MILLION CARATS
9. GYPSY POWER
10. FAITH
11. BREAKIN’DOWN A WALL
12. LOVE SONG
13. BITCH
作詞：二井原実 / 作曲：ファンキー末吉
14. XYZ
作詞：二井原実 / 作曲：和佐田達彦